# Blackgang Chine

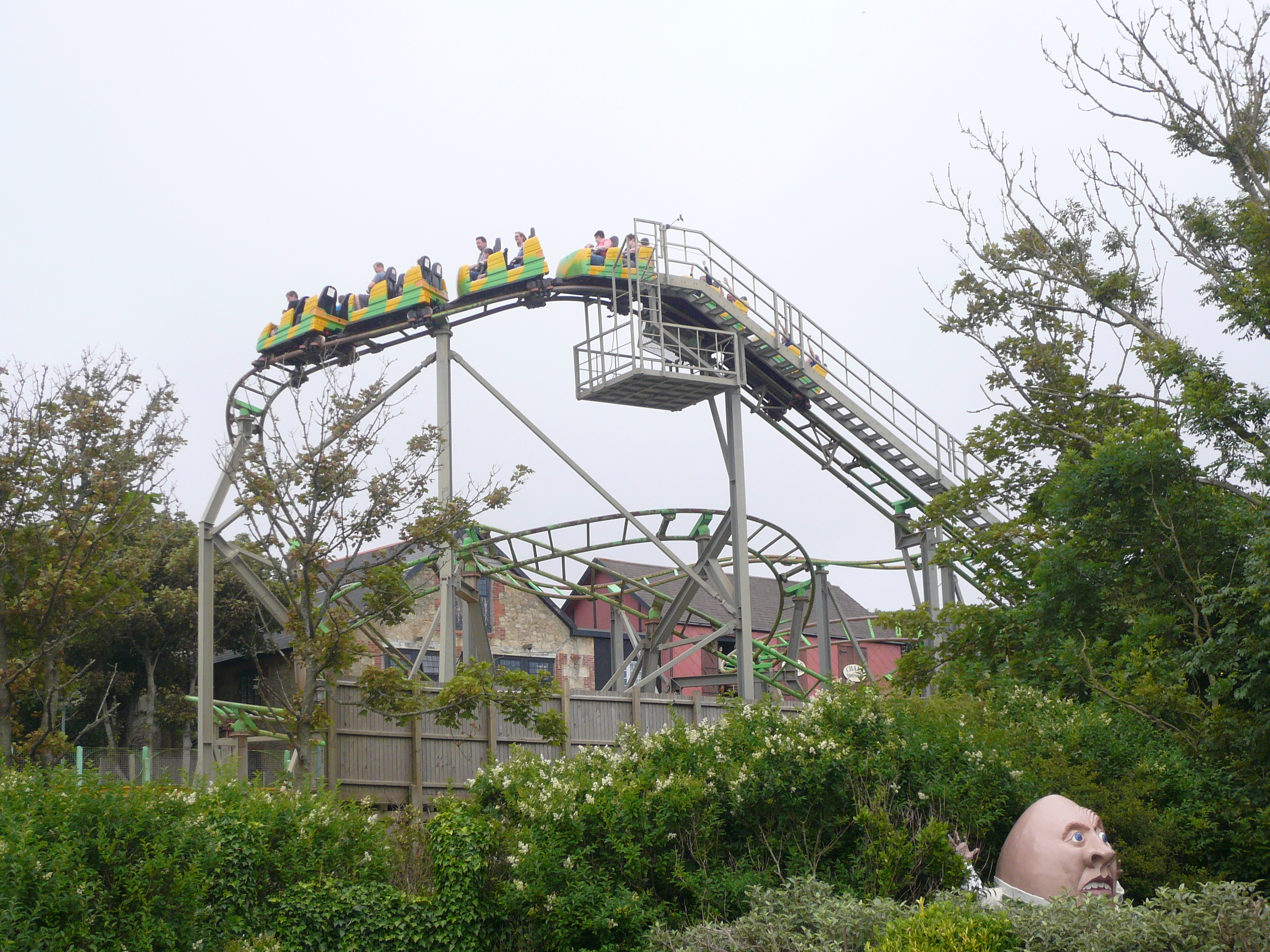
Horská dráha v parku

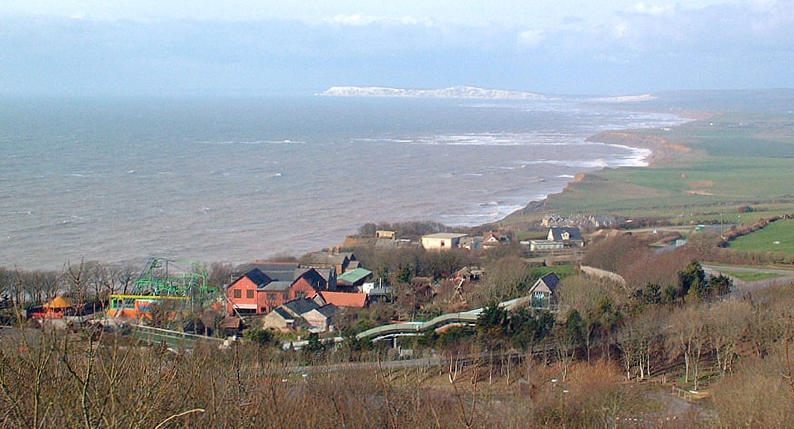
Pohled na park a okolní moře

Blackgang Chine je zábavní park založený v roce 1843 viktoriánským podnikatelem Alexanderem Dabellem na ostrově Wight v Anglii. Je nejstarším dosud existujícím tematickým parkem ve Velké Británii a patří také k nejstarším na světě. Blackgang Chine je umístěn na měkkém křídovém útesu blízko nejjižnějšího výběžku ostrova u městečka Ventnor. Zdejší pobřeží podléhá erozi a dochází k častým sesuvům půdy do moře, které vytvořily malebnou soutěsku (v místním nářečí chine) s výhledem do krajiny. Ustupující linie pobřeží vede k tomu, že se park musí čas od času stěhovat dále do vnitrozemí ostrova. Park nabízí řadu atrakcí pro celou rodinu, jako je horská dráha, westernové městečko, pirátský přístav, modely prehistorických zvířat, skutečná kostra velryby, zahrada s miniaturní vesnicí, expozice původního způsobu života ostrovanů založeného na pašeráctví nebo sochy pohádkových postav.